# Zöldfarkú smaragdkolibri
A zöldfarkú smaragdkolibri  (Chlorostilbon alice) a madarak (Aves) osztályának a sarlósfecske-alakúak (Apodiformes) rendjéhez, ezen belül a kolibrifélék (Trochilidae) családjához tartozó faj.
A magyar név forrással nincs megerősítve.

## Előfordulása
Venezuela területén honos. A természetes élőhelye szubtrópusi és trópusi síkvidéki és hegyi esőerdők, valamint erősen leromlott egykori erdők, ültetvények, vidéki kertek és városi területek.

## Külső hivatkozás
- Képek az interneten a fajról
- Internet Bird Collection - videók a fajról